# 臺灣軍
臺灣軍是大日本帝國陸軍的軍之一，臺灣日治時期由臺灣軍司令官管轄常駐臺灣的陸軍，其成立於1919年，是由1907年成立的臺灣守備隊擴充而成，而更早之前則為1896年至1897年編成的臺灣守備混成旅團；海軍則是另外由澎湖的馬公要港部管轄。1944年9月22日，台灣軍改編成立第10方面軍，負責沖繩、台灣、澎湖的防衛任務。1945年2月1日，台灣軍改稱台灣軍管區。二戰後，由臺灣警備總司令部組成臺灣地區軍事接收委員會接收在台灣及澎湖的軍事設施及物資。

## 介紹
臺灣軍是依據《臺灣軍司令部條例》在1919年（大正8年）8月20日編成，臺灣軍司令部位在臺北市書院町三丁目2番地。1925年5月1日，在臺北的「臺灣第一守備隊司令部」改稱「臺灣守備隊司令部」，並廢止在臺南的「臺灣第二守備隊司令部」，同時將臺灣山砲兵第一、第二中隊合併為「臺灣山砲兵大隊」。1927年，部分福岡縣朝倉郡大刀洗陸軍飛行場第四聯隊轉營至屏東郡屏東街，新設「飛行第八聯隊」，在1928年2月19日舉行開隊式。1933年3月23日，新設「臺灣軍無線電信所」。1935年12月1日，台灣步兵第1、2聯隊增設「步兵炮隊」。1936年10月，衛戍病院改稱「陸軍病院」。12月1日，在嘉義郡水上庄設立飛行第14聯隊。1937年8月2日，在屏東市新設「高射炮第八聯隊」，在高雄市新設「高雄要塞司令部」。1938年8月31日，飛行第八聯隊改編為「飛行第八戰隊」。1939年8月，新設台北陸軍兵事部、台南陸軍兵事部、台灣陸軍倉庫。
隨著日軍自1941年秋季開始針對南方作戰做準備，臺灣在軍事上的重要性逐漸提升，並在南臺灣逐漸設置多座軍事機場等設施。1941年8月1日，臺灣軍司令部增設「兵務部」，負責軍人招募、普及國防思想、學校的軍事訓練等事務。1942年1月16日，台灣總督府公布《陸軍志願兵訓練所生徒募集綱要》，以增加戰時的兵源；同年4月，在臺北市六張犁設立「陸軍志願兵訓練所」。1943年4月1日，海軍由馬公警備府改由高雄警備府管轄。

在太平洋戰爭的戰事白日化後，臺灣軍在1944年3月被下令進行十號作戰準備，同月22日依軍令組成直屬於大本營的戰鬥序列，與海軍共同強化作戰準備，負責防守台灣及後援沖繩第32軍的任務；在下半年後，台灣軍轄下陸續新設以第48師團為基礎組成的第50師團（5月3日），第8飛行師團（6月8日）、以獨立混成第46旅團為基礎組成的第66師團（7月22日）。日軍在塞班島戰役失敗後，修改原本的作戰計畫，臺灣軍司令部在1944年在7月24被下令進行捷號作戰準備。1944年9月22日，台灣軍新編成「第10方面軍」（臺灣軍司令官兼任其軍司令官）。1945年2月1日，台灣軍改稱「臺灣軍管區」，並參與天號作戰、沖繩島戰役，同年8月15日終戰後廢止。

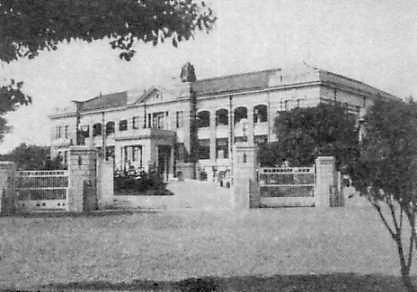
原臺灣軍司令部，現為中華民國國防部後備司令部之所在
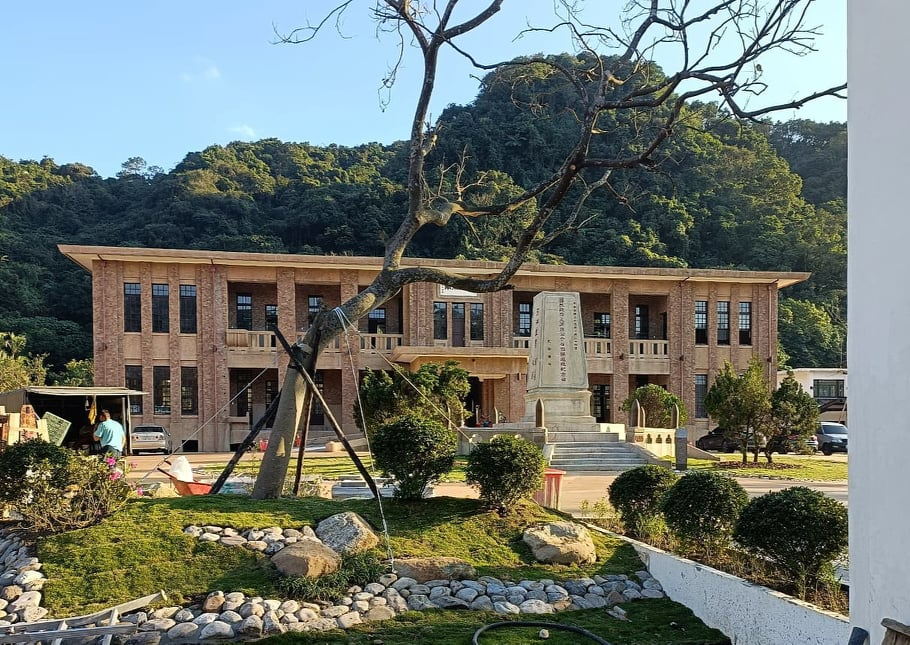
基隆要塞
基隆重砲兵大隊兵營
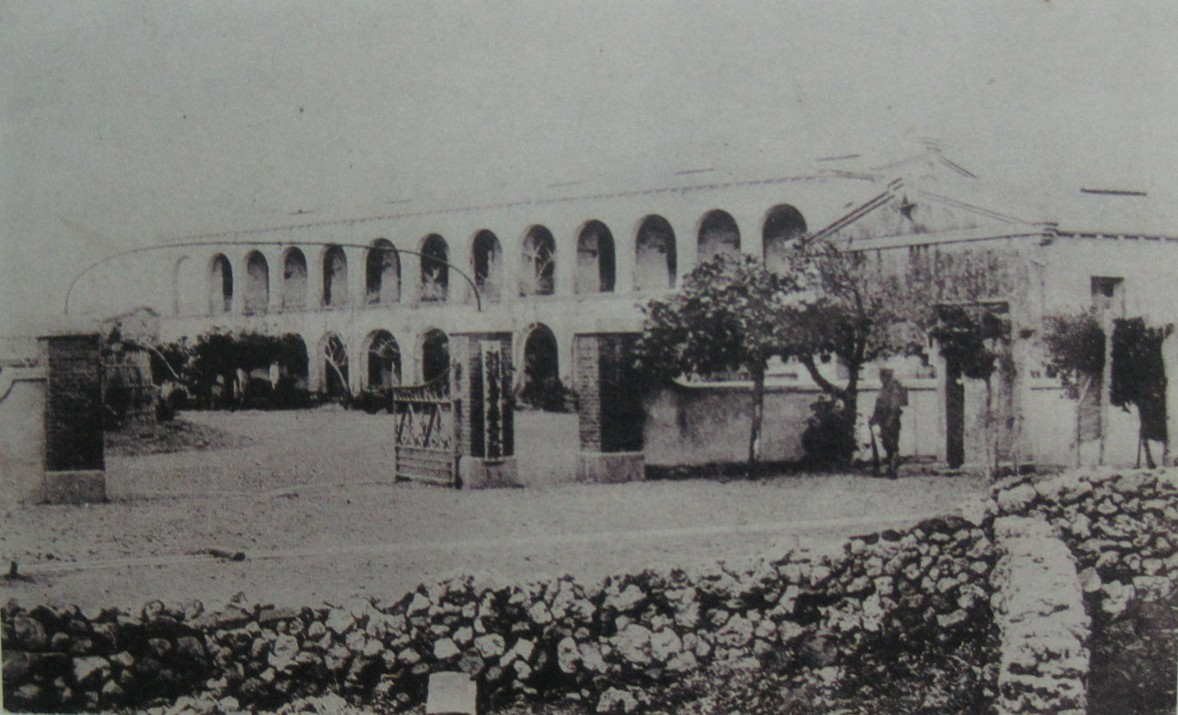
澎湖島重砲兵大隊本部
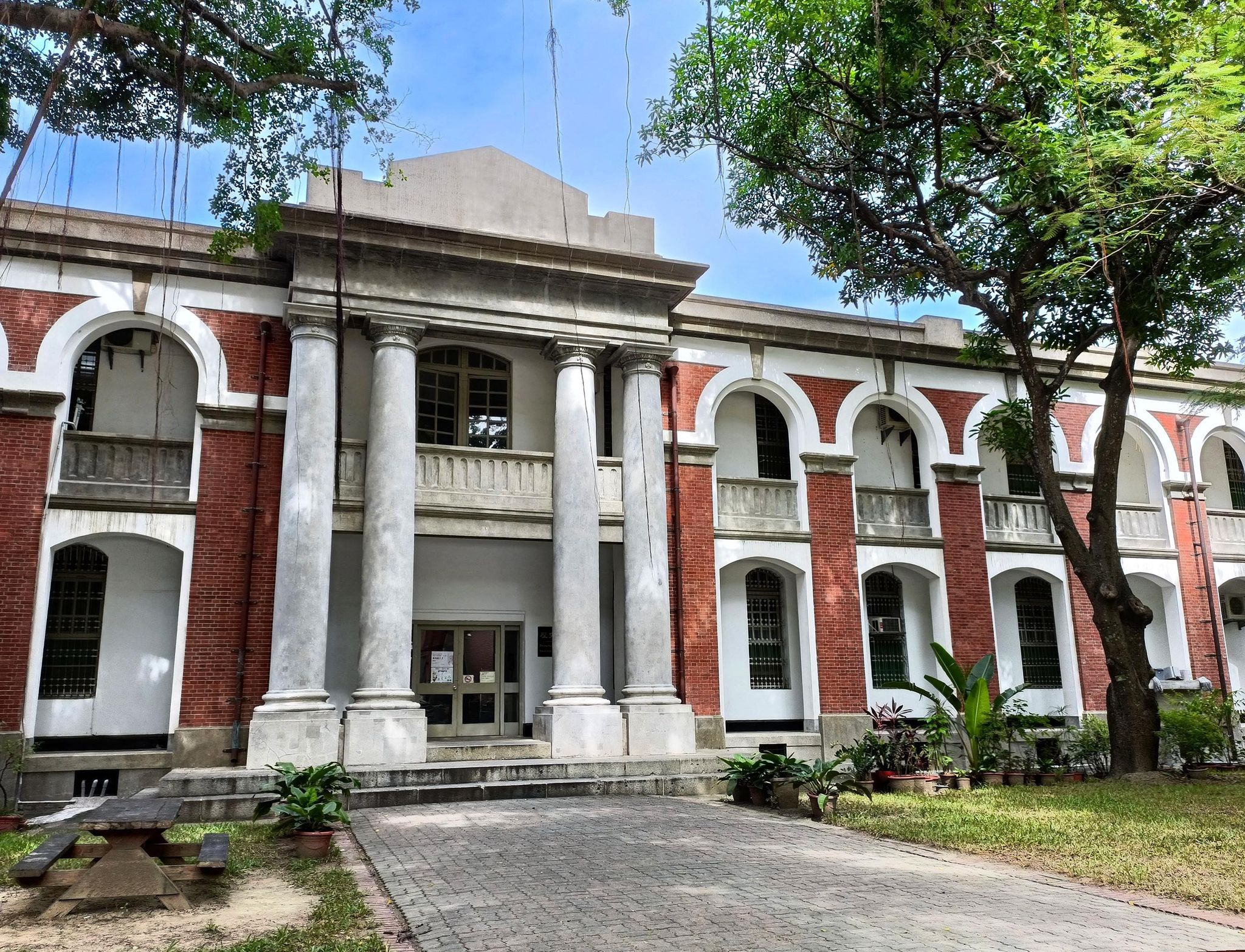
原日軍步兵第二聯隊營舍之一（今國立成功大學歷史系館）
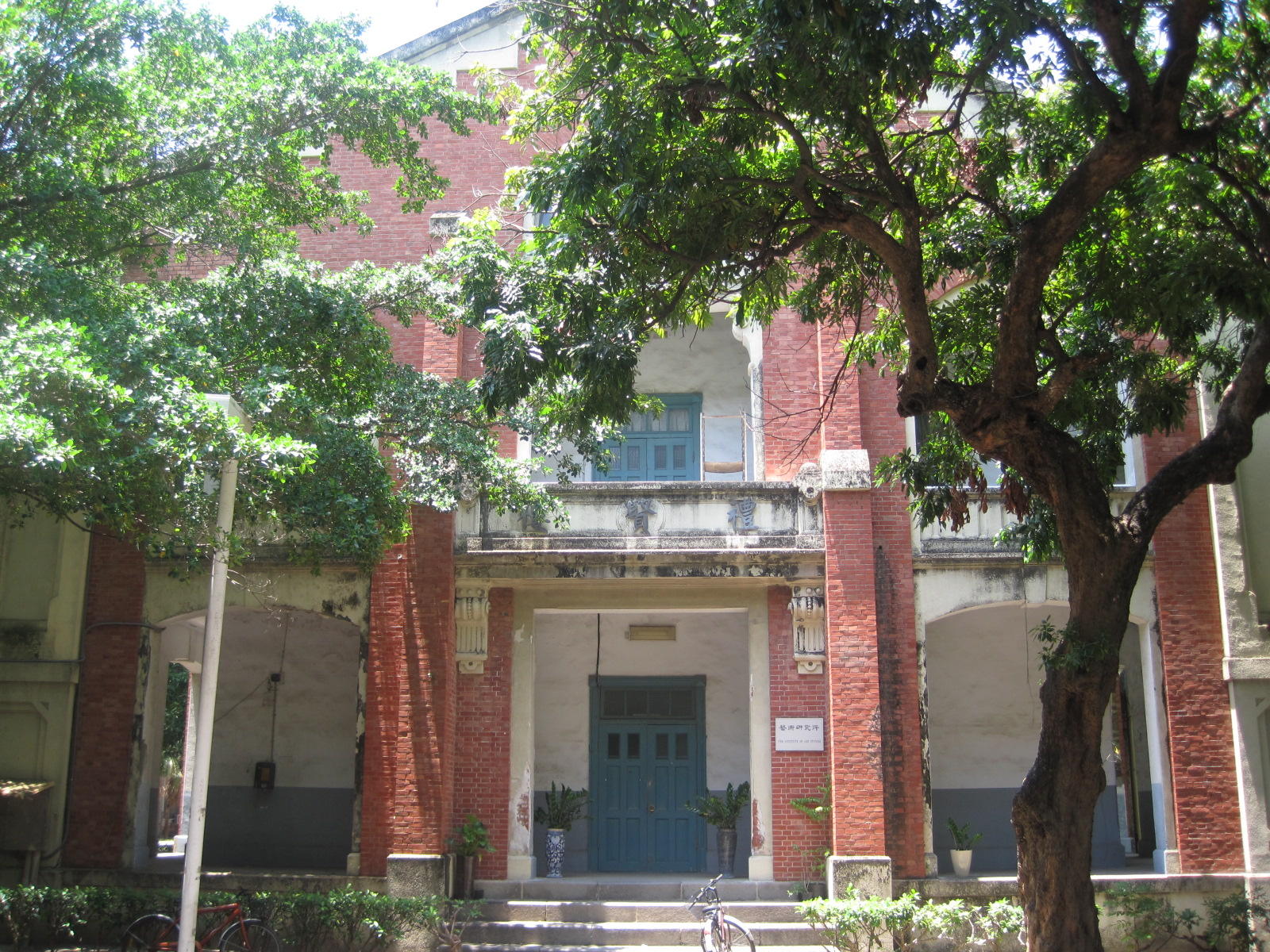
步兵第二聯隊本部（成功大學禮賢樓）
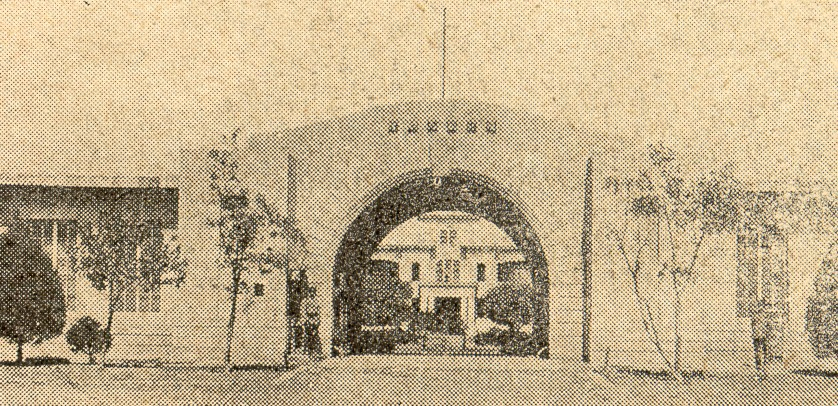
屏東飛行第八聯隊
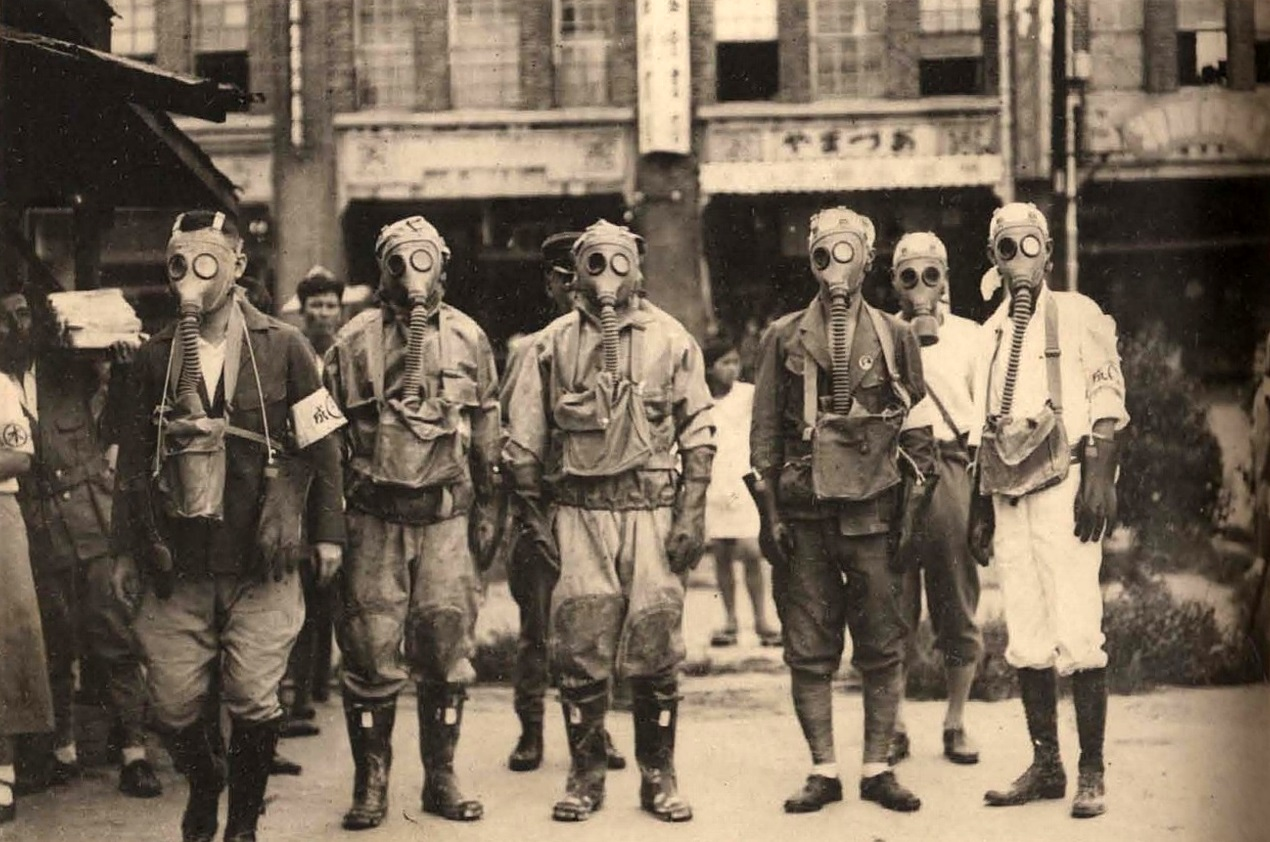
1934年（昭和9年）台灣軍特種演習，於台北市舉行

## 軍管區
1941年11月1日，依《軍令陸第20號》設置「台灣軍管區 (日本陸軍)」，下設台北兵事區（管轄臺北州、新竹州、臺中州）、台南兵事區（管轄臺南州、高雄州、澎湖廳）、花蓮港兵事區（管轄花蓮港廳、臺東廳）。1944年8月1日，依《軍令陸第3號》新增台中兵事區（管轄台中州）、高雄兵事區（管轄高雄州）。1944年6月16日，公告修正《軍令陸第3號》，澎湖廳改由高雄兵事區管轄。

## 統帥

### 歷代臺灣軍參謀
- 服部武士 中佐：1934年（昭和9年）4月16日－1938年（昭和13年）3月1日

## 編制

### 1930年編制
- 台灣軍司令部：幕僚、兵器部、經理部、軍醫部、獸醫部、法務部
- 台灣軍軍法會議：裁判部、檢察部
- 台北衛戍刑務所（台北）
- 台灣守備隊司令部（台北）
  - 台灣步兵第1聯隊（台北，今中正紀念堂）
    - 第一大隊
      - 第1中隊、第2中隊（宜蘭）、第3中隊、第4中隊

    - 第二大隊
      - 第5中隊、第6中隊、第7中隊、第8中隊

    - 第三大隊（台中）
      - 第9中隊、第10中隊、第11中隊、第12中隊

    - 機關銃隊（台北）

  - 台灣步兵第2聯隊（台南，今成功大學光復校區）
    - 第一大隊
      - 第1中隊、第2中隊、第3中隊、第4中隊

    - 第二大隊
      - 第5中隊、第6中隊、第7中隊、第8中隊

    - 第三大隊（花蓮港）
      - 第9中隊（玉里）、第10中隊、第11中隊（台東）、第12中隊、海鼠山分遣隊（1930年廢止）

    - 機關銃隊（台南）
- 台灣山砲兵大隊（台北，今國家兩廳院）：第一中隊、第二中隊
- 飛行第八聯隊（屏東）：第一中隊、第二中隊、材料廠
- 基隆重砲兵大隊：第一中隊、第二中隊
- 馬公重砲兵大隊：第一中隊、第二中隊
- 基隆要塞司令部、澎湖島要塞司令部
- 基隆衛戍病院
- 臺北衛戍病院：台中分院、宜蘭分院、北投分院
- 臺南衛戍病院：高雄分院、屏東分院、花蓮港分院、玉里分院、台東分院
- 澎湖島衛戍病院
- 臺灣憲兵隊
- 陸軍運輸部基隆出張所
- 湖口演習場（湖口庄）、嘉義演習場（白河庄）[13][14]

### 1941年編制
- 台灣軍司令部：幕僚、兵器部、經理部、軍醫部、獸醫部、法務部
- 台灣軍軍法會議
- 台灣軍無線電信教習所
- 台北陸軍拘禁所（原衛戍刑務所）
- 臺灣第3部隊
  - 第1大隊：第1中隊、第2中隊、第3中隊
  - 第2大隊：第4中隊、第5中隊、第6中隊
  - 砲銃隊
- 臺灣第4部隊
  - 第1大隊：第1中隊、第2中隊、第3中隊
  - 第2大隊：第4中隊、第5中隊、第6中隊
  - 砲銃隊
- 臺灣第5部隊：第1中隊、第2中隊
- 臺灣第6部隊：第1中隊、第2中隊
- 臺灣第72部隊：第1中隊、第2中隊、第3中隊、材料廠
- 臺灣第73部隊：第1中隊、第2中隊
- 臺灣第82部隊
- 基隆要塞司令部、澎湖島要塞司令部、高雄要塞司令部
- 台北陸軍兵事部、台南陸軍兵事部
- 臺灣陸軍倉庫：高雄支庫、基隆出張所、嘉義出張所、台南出張所
- 基隆陸軍病院
- 台北陸軍病院：圓山分室、宜蘭分院、北投分院
- 台南陸軍病院：本院、公園分室、嘉義分院、高雄分院
- 台中陸軍病院
- 屏東陸軍病院
- 澎湖島陸軍病院
- 湖口演習場
- 臺灣第31部隊：第二大隊、飛行場大隊
- 臺灣第32部隊：第一大隊、第二大隊、第三大隊、飛行場大隊
- 臺灣第33部隊：第一大隊、第二大隊、飛行場大隊
- 臺灣第34部隊
- 台北憲兵隊、台南憲兵隊
- 陸軍航空工廠屏東支廠
- 船舶司令部高雄支部、基隆出張所[15]

### 1944年戰鬥序列
臺灣軍在1944年3月因十號作戰準備編成的戰鬥序列：
- 臺灣軍司令部（司令官：安藤利吉）
- 臺灣步兵第1聯隊補充隊、臺灣步兵第2聯隊補充隊
- 步兵第47聯隊補充隊、步兵第48聯隊補充隊
- 山砲兵第48聯隊補充隊
- 工兵第48聯隊補充隊
- 輜重兵第48聯隊補充隊
- 高射炮第161聯隊、高射炮第162聯隊
- 臺灣軍航空情報隊
- 澎湖島要塞、基隆要塞、高雄要塞
- 特設警備隊第501、502、551、552大隊
- 特設警備隊第501、503、505、507~10中隊
- 臺灣軍教育隊

## 第10方面軍
太平洋戰爭爆發後，臺灣軍在昭和19年（1944年）將沖繩守備隊（第32軍）納入管轄，並新編成「第10方面軍」，統轄沖繩、台灣、澎湖的防衛作戰任務，所轄第32軍在1945年4月的沖繩島戰役中嚴重死傷。1945年8月15日日本投降，此時第十方面軍在台灣的陸軍兵力約為165,219人、高雄警備府在台灣的海軍約為38,397人。
| 區分              | 編制定員 | 投降時人員 | 1945年9月下旬時實有人員 | 終戰時駐守地                   |
| ----------------- | -------- | ---------- | ----------------------- | ------------------------------ |
| 台灣軍管區司令部  | 1,625    | 2,145      | 1,814                   |                                |
| 第32軍            |          |            |                         | 沖繩                           |
| 第40軍            |          |            |                         | 1945年5月移防鹿兒島            |
| 第9師團           | 15,549   | 16,335     | 10,959                  | 1944年底由沖繩移至臺灣新竹     |
| 第12師團          | 14,062   | 14,941     | 10,525                  | 1944年底由滿州國移至臺南關廟   |
| 第50師團          | 15,730   | 16,490     | 8,166                   | 1944年在台灣編成，駐守高雄萬巒 |
| 第66師團          | 12,665   | 13,815     | 9,451                   | 1944年在台灣編成，駐守台灣東部 |
| 第71師團          | 9,644    | 13,309     | 7,809                   | 1945年出由滿州國移至臺南斗六   |
| 獨立混成第61旅團  |          |            |                         | 駐守巴丹群島、巴布煙群島       |
| 獨立混成第75旅團  | 7,757    | 5,500      | 3,594                   | 1945年1月編成，原為澎湖島要塞  |
| 獨立混成第76旅團  | 3,852    | 3,997      | 2,809                   | 1945年1月編成，原為基隆要塞    |
| 獨立混成第100旅團 | 3,893    | 4,633      | 3,808                   | 1945年3月編成，原為高雄要塞    |
| 獨立混成第102旅團 | 3,834    | 3,782      | 1,582                   | 1944年在台灣編成，駐守花蓮港   |
| 獨立混成第103旅團 | 3,709    | 3,164      | 2,683                   | 1945年2月駐守岡山，5月移至淡水 |
| 獨立混成第112旅團 | 4,931    | 5,119      | 3,525                   | 1945年在台北編成，駐守宜蘭     |
| 第8飛行師團       | 16,958   | 16,754     | 27,727                  | 1944年在東京編成，駐守台北     |
| 小 計             | 114,209  | 119,982    | 94,452                  |                                |
| 軍直轄隊          | 38,174   | 43,843     | 22,492                  |                                |
| 軍直轄憲兵隊      | 1,883    | 1,393      | 16,367                  |                                |
| 小 計             | 40,057   | 45,236     | 38,859                  |                                |
| 合 計             | 154,266  | 165,219    | 133,311                 |                                |

## 臺灣軍之歌（1940年）

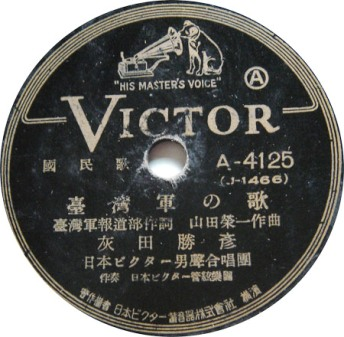
「臺灣軍の歌」曲盤（陳延寧先生珍藏）

1940年推出的臺灣軍之歌（臺灣軍の歌）是日本勝利留聲機公司（日语：日本ビクター蓄音器株式会社）於1940年10月發行的「國民歌」曲盤，由臺灣軍司令本間雅晴作詞，山田榮一作曲，灰田勝彥唱。這首歌第一段描述位處西太平洋要衝、日本南侵管鑰的台灣，由臺灣軍鎮守。第二段歌頌乙未戰爭期間在台灣病故的北白川宮能久親王，身後五十年間一直被奉為臺灣軍的「精神楷模」。第三段歷數中日開戰後，台灣軍被派往上海、南京、武漢、海南島與南寧時的武勇。第四段自負在「建設遠東新秩序」時，臺灣軍所扮演的重要角色。
1943年7月推出的電影「莎勇之鐘」，有應臺灣總督府的請求，在歡送軍人出征的篝火會，由女主角李香蘭兩度率眾齊唱「台灣軍之歌」。李香蘭以她精湛的古典聲樂造詣，將此歌詮釋得波瀾壯闊、氣吞牛斗，隱然重現大航海時代以台灣為基地的艦隊馳騁大洋、七海爭霸的海國雄風。

戰前以臺灣軍為主題的歌曲，還有1932年的（白坂義道作詞，長保征夫作曲）以及。

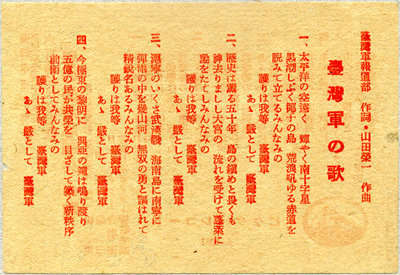
「臺灣軍の歌」原始歌單（北投虹燁工作室珍藏）

|  | 1. 太平洋上 天遙遠，南十字星 閃閃光 黑潮溢洗 椰子島，波浪沖過 赤道線 睨目企騰 在南方 守護有咱 台灣軍 啊！ 嚴防的 台灣軍 2. 歷史芬芳 五十年，戰死做神 盡本分 鎮守本島 北白川，所傳士魂 蓬萊存 建立武功 在南方 守護有咱 台灣軍 啊！ 嚴防的 台灣軍 3. 上海事變 武漢戰，海南偏島 南寧奔 鑽過彈雨 幾山河，勇氣無双 眾人問 精銳出名 在南方 守護有咱 台灣軍 啊！ 嚴防的 台灣軍 4. 現今極東 黎明期, 興亞鐘聲 響齊勻 五億人民 共存榮, 一新秩序 建設勤 前線遙遠 在南方 守護有咱 台灣軍 啊！ 嚴防的 台灣軍 |

## 外部連結
- 臺灣軍司令部, 國立臺灣圖書館
- 原臺灣軍司令部[永久], 臺北市文化局
- 原臺灣軍司令官官邸, 臺北市文化局
- 臺灣軍之歌Youtube原音聯結：YouTube上的台湾軍の歌(軍歌)

| 先前機關： 台灣守備隊 | 驻台灣武装部队 1917年－1945年 | 後繼機關： 中華民國國軍 驻台美军（1951年－1979年） |